# اوتو لوورینگ
اوتو لوورینگ (انگلیسی: Otho Lovering؛ ۱ دسامبر ۱۸۹۲ – ۲۵ اکتبر ۱۹۶۸) یک تدوین‌گر اهل ایالات متحده آمریکا بود.
- کلاه‌سبزها (۱۹۶۸)
- مسیر غرب (فیلم) (۱۹۶۷)
- ۷ زن (۱۹۶۶)
- پاییز قبیله شاین (۱۹۶۴)
- مک‌لین تاک! (۱۹۶۳)
- داناوانز ریف (۱۹۶۳)
- بونانزا (۲ قسمت، ۱۹۶۲)
- مردی که لیبرتی والانس را کشت (۱۹۶۲)
- جک و لوبیای سحرآمیز (فیلم ۱۹۵۲) (۱۹۵۲)
- خبرنگار خارجی (supervising editor, همراه با دوروتی اسپنسر، ۱۹۴۰)
- دلیجان (فیلم) (همراه با دوروتی اسپنسر، ۱۹۳۹)
- بادهای بسامان (همراه با دوروتی اسپنسر، ۱۹۳۸)
- الجزایر (فیلم) (همراه با William H. Reynolds, 1938)
- شجاع کلمه‌ایست برای کری (۱۹۳۶)
- شانگهای (فیلم ۱۹۳۵) (۱۹۳۵)
- ما دوباره زندگی می‌کنیم (۱۹۳۴)
- وداع با اسلحه (فیلم ۱۹۳۲) (همراه با جرج نیکولز جونیور، ۱۹۳۲)
- قتل شبه‌عمد (فیلم ۱۹۳۰) (۱۹۳۰)
- خیابان شانس (فیلم ۱۹۳۰) (۱۹۳۰)
- مرا به خانه ببر (فیلم ۱۹۲۸) (۱۹۲۸)